# Station Bargoed
Bargoed is een spoorwegstation van National Rail in Wales. 